# سيزار ماركانو
سيزار ماركانو (بالإنجليزية: César Marcano) هو دراج فنزويلي. شارك في دورة الألعاب الأولمبية الصيفية.

## روابط خارجية
- سيزار ماركانو على موقع أرشيف الدراجات (الإنجليزية)
- سيزار ماركانو على موقع CyclingDatabase.com (مؤرشف) (الإنجليزية)
- سيزار ماركانو على موقع أوليمبيديا (الإنجليزية)